# Thymiamata Serpens
Il Thymiamata Serpens è una struttura geologica della superficie di Marte.